# Elsdorf (Renania Settentrionale-Vestfalia)
Elsdorf è una città di 21 745 abitanti del Renania Settentrionale-Vestfalia, in Germania.
Appartiene al distretto governativo (Regierungsbezirk) di Colonia ed al circondario (Kreis) del Reno-Erft (targa BM).

## Altri progetti

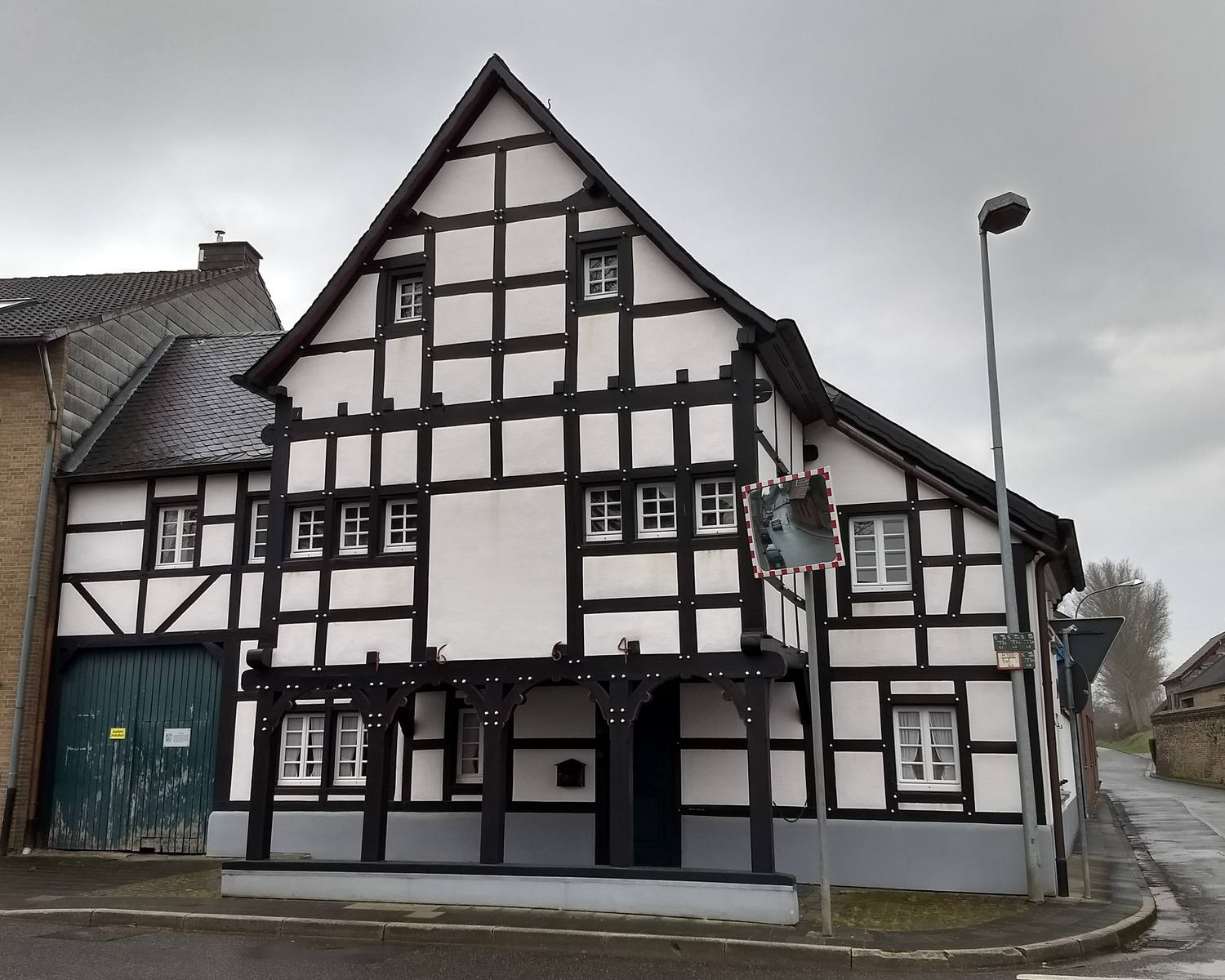
Casa a graticcio in Oberembt